# Ошеров, Сергей Александрович
Серге́й Алекса́ндрович О́шеров (14 февраля 1931, Москва — 28 апреля 1983, там же) — советский филолог и переводчик с древних и новых европейских языков. 

## Биография
В 1947—1952 годах учился на классическом отделении филологического факультета МГУ, в 1955—1958 годах — в аспирантуре (там же).
В 1959 году защитил диссертацию на тему «Римский исторический эпос эпохи республики и его традиции в „Энеиде“ Вергилия».
В 1960—1971 годах работал редактором в издательстве «Художественная литература», редактировал переводы с греческого, латинского, итальянского и немецкого языков.
В 1972 году был принят в члены Союза писателей СССР в секцию переводчиков. Первые стихотворные переводы из Катулла и Горация С. А. Ошеров сделал, будучи ещё студентом университета.
Более 15 лет заняла его работа над новым переводом «Энеиды» Вергилия (перевод был издан в 1971 году в серии «Библиотека всемирной литературы»). Перевёл «Нравственные письма к Луцилию» и полный корпус трагедий Сенеки, «Скорбные элегии» и «Письма с Понта» Овидия, трагедию неизвестного автора «Октавия», а также «Историю бриттов» Ненния. Ему принадлежит также ряд научных работ и докладов.
Жена — И. А. Барсова, музыковед.